# Motte castrale de Meyenheim
La motte castrale de Meyenheim est un monument historique situé à Meyenheim, dans le département français du Haut-Rhin.

## Localisation
Cette construction est située rue de l'Église, rue du Vignoble et rue Basse à Meyenheim.

## Historique
L'édifice fait l'objet d'une inscription au titre des monuments historiques depuis 1985.
L'édifice fait l'objet d'une inscription au titre des monuments historiques depuis 1986.